# Aleksandre Kobachidse
Aleksandre Kobachidse (georgisch ალექსანდრე კობახიძე; * 11. Februar 1987 in Tiflis) ist ein georgischer ehemaliger Fußballspieler.

## Karriere

### Verein
Kobachidse durchlief die Nachwuchsabteilung von Dinamo Tiflis, startete aber seine Profikarriere 2004 beim Lokalrivalen Dinamo Tiflis. 2006 kehrte er zu Dinamo Tiflis zurück und spielte hier bis ins Jahr 2008 hinein.
Im Februar 2008 wurde er vom ukrainischen Verein FK Dnipro verpflichtet aber bis zum Sommer 2016 überwiegend an andere Vereine ausgeliehen. Anschließend wechselte er zu Worskla Poltawa und spielte hier eine halbe Spielzeit lang.
In der Wintertransferperiode 2016/17 wurde Kobachidse in die türkische TFF 1. Lig von Göztepe Izmir verpflichten. Mit diesem Verein erreichte er zum Saisonende den Play-off-Sieg der Liga und damit den Aufstieg in die Süper Lig. Nach dem Aufstieg wurde er nicht in den Mannschaftskader aufgenommen. Zur neuen Saison kehrte er dann zu seinem vorherigen Verein Worskla Poltawa zurück. Nach drei weiteren Stationen ab 2019, bei denen er nur mehr sporadisch zum Einsatz kam, beendete Kobachidse Ende 2021 seine Karriere.

### Nationalmannschaft
Kobachidse begann seine Nationalmannschaftskarriere 2006 mit einem Einsatz für die georgische U-19-Nationalmannschaft. 2007 und 2008 folgten neun Einsätze für die georgische U-21-Nationalmannschaft.
Im November 2006 debütierte Kobachidse für die georgische A-Nationalmannschaft.

## Erfolge
Mit Göztepe Izmir
- Play-off-Sieger der TFF 1. Lig und Aufstieg in die Süper Lig: 2016/17